# Kick-Ass 2
Kick-Ass 2 è una miniserie a fumetti statunitense di 7 numeri scritta da Mark Millar e disegnata da John Romita Jr., pubblicata tra il 2010 e il 2012 dalla Icon Comics, etichetta della Marvel.
La storia è il sequel della miniserie Kick-Ass e gli albi presentano in copertina il logo Millarworld, sub-imprint che contraddistingue le opere creator-owned (cioè di proprietà dell'autore) dello scrittore scozzese Mark Millar.

## Trama
La storia ha inizio dopo gli eventi del primo fumetto. Dave vive la sua doppia vita (continua ad indossare il costume di Kick-Ass), passando le giornate andando a scuola e vedendosela con i vari teppisti del quartiere; Mindy sta con il patrigno Marcus e la madre e ha deciso di rinunciare all'identità di Hit-Girl. In città iniziano ad esserci nuovi supereroi e tra questi alcuni danno vita al super-gruppo dei Justice Forever, che accoglie Dave. Il loro leader si fa chiamare Colonnello Stars e crea un quartier generale e le regole di condotta principali dei partecipanti. Dave è entusiasta dell'iniziativa perché gli permette di rivivere le situazioni lette in fumetti quali la Justice League e i Vendicatori. Tra loro Dave incontra Marty, diventato Battle Guy. Intanto Red Mist (la presunta nemesi di Kick-Ass) è partito per un viaggio iniziatico che lo porti ad essere un vero supercriminale ma presto si stanca e utilizza le sue risorse finanziarie per reclutare supercriminali nell'est Europa.
Dave e Marty fanno unire il loro amico di scuola Todd al gruppo di supereroi e si farà chiamare Ass-Kicker. Tornato a casa Dave trova il padre che lo aspetta col costume di Kick-Ass in mano e dopo un'accesa discussione decide di andarsene di casa.
Red Mist torna negli Stati Uniti con un suo gruppo di personaggi in maschera dal nome The Mega-Cunts. Questi però sono veri criminali o mercenari con addestramento militare, guidati da un ex-agente dei servizi segreti russi denominata Mother Russia. Colpiscono il quartier generale della Justice Forever e uccidono il Colonnello, incapace di difendersi in quanto si è imposto di non usare armi. In quest'occasione Red Mist decide di ribattezzarsi "The Mother Fucker", lasciando il suo nome sul luogo dell'assassinio. Ora può iniziare ad attuare la sua vendetta contro Dave e Mindy, colpevoli dell'omicidio di suo padre. Inizia con la presunta ragazza di Dave, Katie, e col suo gruppo di criminali fa una strage nel quartiere della ragazza, mandandola all'ospedale dopo averla stuprata. Dopo questo evento la polizia di New York ritiene illegale portare un costume da supereroe e Dave scopre che il padre ha dichiarato di essere Kick-Ass ed è andato in prigione al suo posto. Mother Fucker riesce a sfruttare la situazione a suo vantaggio e fa uccidere il padre di Dave.
Al funerale alcuni criminali rapiscono Dave e lo caricano su un furgone per ordine di Mother Fucker che lo vuole torturare, ma per sua fortuna Mindy lo salva e una volta arrivati nella base dei criminali riescono a carpire i piani di Chris Genovese: vuole fare il più grande numero di vittime civili dall'11 settembre la sera stessa a Times Square.
Hit-Girl cerca di avvertire Marcus ma la polizia viene distratta da una serie di esplosioni che colpiscono i comic-shops della città. Indisturbato Mother Fucker lancia i suoi uomini sui passanti indifesi e attoniti di Times Square ma si ritrova davanti Kick-Ass e Hit-Girl appoggiati da molte persone vestite da supereroi e pronte a comportarsi come tali. Inizia così una colossale rissa tra eroi e criminali e tra Kick-Ass e Mother Fucker. Nel frattempo Hit-Girl sconfigge (dopo un duro scontro) Madre Russia tagliandole la testa. Kick-Ass e Mother Fucker arrivano ad affrontarsi sul tetto di un edificio e Dave sconfigge il rivale facendolo cadere di sotto. Mother Fucker si rompe le gambe per via della caduta (e in seguito viene ricoverato in ospedale). Al termine dello scontro arrivano le auto della polizia a Times Square e arrestano tutti i supereroi e i super-criminali tranne Kick-Ass, Ass-Kicker e Battle Guy, che sono riusciti a scappare grazie a Mindy. Quest'ultima si rivela fondamentale nell'aver fermato il massacro dei Mega-Cunts ma viene arrestata e portata in un carcere minorile. Nonostante questo la folla la acclama come una vera supereroina.

## Realizzazione
Mark Millar riprende il personaggio di Dave/Kick-Ass e Hit-Girl dopo il grande successo mediatico dovuto alla realizzazione di un film di successo basato sulla prima miniserie del personaggio. Le conseguenze di tale popolarità hanno visto il proliferare di diverse edizioni internazionali sia in formato hardcover che softcover del comic-book originale. A ciò si aggiunge il merchandising quali magliette, tazze, video-game e persino braccialetti. Mark e John sono entusiasti di questo trionfo per un fumetto indipendente e di proprietà degli autori e si avvicinano alla seconda miniserie cercando di sviluppare una storia che non faccia rimpiangere la precedente. Millar afferma che gli elementi fondamentali del secondo capitolo di Kick-Ass già gli balenavano in testa alla fine della prima miniserie. In questa nuova storia vuole esaminare le conseguenze dell'esposizione di Dave come supereroe e la nascita di persone che si ispirano a lui. Ma questo, come è da tradizione per i più classici fumetti supereroistici, porta all'avvento degli immancabili supercriminali.

## Edizione italiana
L'edizione italiana inizia con un ritardo di circa 17 mesi rispetto all'uscita del primo numero americano di Kick-Ass 2 e viene distribuita a partire dal 26 luglio 2012. Questo è dovuto all'eccessiva irregolarità nella distribuzione dell'edizione statunitense che ha visto un notevole diradarsi delle uscite, accumulando ritardi anche di 3-4 mesi tra i vari numeri. L'albo conclusivo negli USA è uscito a maggio del 2012 ed è questo stesso mese che viene annunciata l'uscita ufficiale dell'edizione Panini Comics. La casa editrice modenese inserisce la miniserie all'interno della collana Panini Comics Presenta a partire dal numero 27. Nella stessa collana nei nn.23-26 è stata raccolta l'edizione italiana della prima miniserie Kick-Ass.
In occasione dell'uscita cinematografica italiana dell'adattamento del fumetto (il 15 agosto 2013), la Panini Comics pubblica una raccolta della miniserie. Questa versione è disponibile solo per le fumetterie ed esce in versione cartonata per un totale di 208 pp. a colori e contiene i 7 numeri della serie Kick-Ass 2. Il nome della raccolta è Kick-Ass 2 Omnibus. Lo stesso mese (agosto 2013) esce Kick-Ass Ominibus, che contiene la raccolta dei numeri della prima miniserie, qui ristampata per la prima volta.

## Personaggi
- Dave Lizewski / Kick-Ass
- Mindy Macready / Hit-Girl
- Chris Genovese / Mother Fucker
- Todd / Ass-Kicker
- Marty / Battle-Guy
- Russian Red Mist / Madre Russia
- Marcus
- Cleo / Cleopatra
- Bertolinni Sal / Colonnello Stars

## Adattamento cinematografico
Nel maggio del 2012 la Universal Pictures annuncia che nel successivo mese di settembre sarebbero iniziate le riprese del film: il cast principale è lo stesso del primo, ma senza Nicolas Cage. Le riprese sono finite poche settimane prima di Natale e Mark Millar ha avuto subito la possibilità di vederne 70 minuti durante la fase di editing. Ne è rimasto entusiasta e si sbilancia nel dire che sarà persino migliore del primo film. Tra l'altro l'autore scozzese è molto impegnato sul fronte cinematografico in quanto proprio nel dicembre del 2012 ha terminato lo script del film basato sul fumetto The Secret Service ideato da lui e Dave Gibbons e pubblicato dalla stessa Icon per la quale ha realizzato Kick-Ass. Millar ha inoltre l'incarico di supervisore e consulente creativo per quanto riguarda i film prodotti dalla 20th Century Fox che riguardano personaggi Marvel Comics, di conseguenza nel 2013 è direttamente coinvolto nei progetti dei nuovi film degli X-Men e Fantastici Quattro.

## Sequel
KIck-Ass 2 ha un seguito intitolato Kick-Ass 3 e un prequel intitolato Hit-Girl.